# Wellesley College
Wellesley College je elitni zasebni dekliški kolidž svobodnih umetnosti s sedežem v kraju Wellesley, Massachusetts, ZDA. Ima 29 oddelkov, ki ponujajo okrog 60 študijskih programov ter možnost individualnih programov.
Redno se uvršča blizu vrha lestvic ameriških kolidžev, posebej v kategoriji svobodnih umetnosti. Med diplomantkami sta dve ameriški državni sekretarki, Madeleine Albright in Hillary Clinton.